# 엘렌 판 랑언
엘렌 헤지나 마리아 판 랑언(네덜란드어: Ellen Gezina Maria van Langen, 1966년 2월 9일 ~ )은 전 네덜란드의 중거리 육상 선수이다.
오버레이설주 올덴잘에서 태어나 암스테르담 대학교에서 경제학 학위를 취득하였다. 육상을 시작하기 전에는 축구를 하였다.
1992년 바르셀로나 올림픽에서 800m를 1분 55.54초로 달려 금메달을 획득하였는 데, 그 기록은 그녀의 개인 전력으로 남아 있었다.
자신의 주요 성과 이후에 여러 부상들에 의하여 공세에 시달렸으며, 올림픽 이후의 최고 결과는 1995년 세계 육상 선수권 대회에서 6위를 하였을 때이다.
1998년 스포츠에서 은퇴하였다.